# Prunus spinosissima
Espèce
Classification phylogénétique
Prunus spinosissima est une espèce plantes à fleurs de la famille des Rosaceae que l'on trouve en Iran.
C'est un arbuste ornemental.